# Гркљане
Гркљане је насељено место града Крушевца у Расинском округу. Према попису из 2022. има 318 становника (према попису из 2011. било је 412 становника).

## Демографија
У насељу Гркљане живи 378 пунолетних становника, а просечна старост становништва износи 42,5 година (41,9 код мушкараца и 43,2 код жена). У насељу има 129 домаћинстава, а просечан број чланова по домаћинству је 3,63.
Ово насеље је великим делом насељено Србима (према попису из 2002. године), а у последња три пописа, примећен је пад у броју становника.
|  |

| Демографија | Демографија | Демографија |
| Година      | Становника  | Становника  |
| ----------- | ----------- | ----------- |
| 1948.       | 664         |             |
| 1953.       | 711         |             |
| 1961.       | 682         |             |
| 1971.       | 619         |             |
| 1981.       | 626         |             |
| 1991.       | 549         | 494         |
| 2002.       | 468         | 505         |
| 2011.       | 412         |             |
| 2022.       | 318         |             |

| Етнички састав према попису из 2002.‍ | Етнички састав према попису из 2002.‍ | Етнички састав према попису из 2002.‍ | Етнички састав према попису из 2002.‍ | Етнички састав према попису из 2002.‍ |
| ------------------------------------ | ------------------------------------ | ------------------------------------ | ------------------------------------ | ------------------------------------ |
|                                      |                                      |                                      |                                      |                                      |
| Срби                                 | Срби                                 |                                      | 463                                  | 98,93%                               |
| Црногорци                            | Црногорци                            |                                      | 1                                    | 0,21%                                |
| Хрвати                               | Хрвати                               |                                      | 1                                    | 0,21%                                |
| Југословени                          | Југословени                          |                                      | 1                                    | 0,21%                                |
| непознато                            | непознато                            |                                      | 2                                    | 0,42%                                |

| Година пописа     | 1948. | 1953. | 1961. | 1971. | 1981. | 1991. | 2002. |
| ----------------- | ----- | ----- | ----- | ----- | ----- | ----- | ----- |
| Број домаћинстава | 110   | 116   | 123   | 134   | 134   | 134   | 129   |

| Број чланова      | 1  | 2  | 3  | 4  | 5  | 6  | 7  | 8 | 9 | 10 и више | Просек |
| ----------------- | -- | -- | -- | -- | -- | -- | -- | - | - | --------- | ------ |
| Број домаћинстава | 22 | 30 | 15 | 19 | 15 | 12 | 11 | 4 | 1 | 0         | 3,63   |

| Пол    | Укупно | Неожењен/Неудата | Ожењен/Удата | Удовац/Удовица | Разведен/Разведена | Непознато |
| ------ | ------ | ---------------- | ------------ | -------------- | ------------------ | --------- |
| Мушки  | 192    | 43               | 130          | 14             | 4                  | 1         |
| Женски | 205    | 33               | 130          | 40             | 2                  | 0         |
| УКУПНО | 397    | 76               | 260          | 54             | 6                  | 1         |

| Пол    | Укупно                    | Пољопривреда, лов и шумарство | Рибарство                            | Вађење руде и камена | Прерађивачка индустрија       |
| ------ | ------------------------- | ----------------------------- | ------------------------------------ | -------------------- | ----------------------------- |
| Мушки  | 97                        | 42                            | 0                                    | 0                    | 32                            |
| Женски | 60                        | 35                            | 0                                    | 0                    | 7                             |
| УКУПНО | 157                       | 77                            | 0                                    | 0                    | 39                            |
| Пол    | Производња и снабдевање   | Грађевинарство                | Трговина                             | Хотели и ресторани   | Саобраћај, складиштење и везе |
| Мушки  | 2                         | 4                             | 8                                    | 0                    | 1                             |
| Женски | 0                         | 0                             | 10                                   | 0                    | 0                             |
| УКУПНО | 2                         | 4                             | 18                                   | 0                    | 1                             |
| Пол    | Финансијско посредовање   | Некретнине                    | Државна управа и одбрана             | Образовање           | Здравствени и социјални рад   |
| Мушки  | 0                         | 1                             | 2                                    | 0                    | 0                             |
| Женски | 0                         | 1                             | 1                                    | 1                    | 3                             |
| УКУПНО | 0                         | 2                             | 3                                    | 1                    | 3                             |
| Пол    | Остале услужне активности | Приватна домаћинства          | Екстериторијалне организације и тела | Непознато            | Непознато                     |
| Мушки  | 4                         | 0                             | 0                                    | 1                    | 1                             |
| Женски | 1                         | 0                             | 0                                    | 1                    | 1                             |
| УКУПНО | 5                         | 0                             | 0                                    | 2                    | 2                             |